# مدارس النيل المصرية الدولية
مدارس النيل المصرية الدولية (م.ن.م.د) (بالإنجليزية: Nile Egyptian International Schools (NEIS))‏ هي مدارس مصرية دولية يساهم في تأسيسها صناديق تمويل حكومية، بدأت نشاطها عام 2010 لتقدم خدمة تعليمية دولية مقابل مصاريف سنوية مخفضة بالمقارنة مع المدارس الدولية الخاصة. للمدارس حالياً 14 فرعاً يقوم على إدارتها شركة مصر للإدارة التعليمية، ويشرف عليها وحدة شهادة النيل الدولية التابعة لوزارة التربية والتعليم بالشراكة مع هيئة الامتحانات الدولية بجامعة كمبريدج البريطانية التي تقدم الدعم الفني للمدارس وتعتمد شهاداتها بالخارج، فيما تتولى وزارة التربية والتعليم اعتماد شهاداتها محلياً. وتقوم تلك المدارس بتدريس مناهج مصرية باللغتين العربية والإنجليزية بمعايير دولية لمراحل التعليم المختلفة.

## الإدارة
- أنشئت مدارس النيل المصرية طبقا لقرارات وزير التربية والتعليم رقم 199 و203 و204 و205 و206 لسنة 2010. والتي تم تعديلها لاحقا بقرارات وزير التربية والتعليم رقم 215 لسنة 2013 ورقم 271 لسنة 2014 ورقم 17 لسنة 2015.[6][7]
- أنشئت وحدة شهادة النيل الدولية طبقا لقرار رئيس مجلس الوزراء رقم 1335 لسنة 2015 كوحدة تابعة لصندوق تطوير التعليم برئاسة مجلس الوزراء يناط بها إدارة الشهادة المصرية الدولية وفروع مدارس النيل المصرية الست الأولى ب 6 أكتوبر والعبور وبورسعيد والمنيا وقنا.[8]
- تم إعادة تنظيم وحدة شهادة النيل الدولية طبقا لقراري رئيس مجلس الوزراء رقم 1918 لسنة 2016 ورقم 2403 لسنة 2016.[9][10]
- في أبريل 2017 تم تأسيس مؤسسة مصر للإدارة التعليمية طبقا للبروتوكول الموقع بين ثلاث جهات حكومية هي (هيئة المجتمعات العمرانية الجديدة «وزارة الإسكان»، ووحدة شهادة النيل «صندوق تطوير التعليم التابع لمجلس الوزراء»، والشركة القابضة للاستثمارات المالية «بنك الاستثمار القومي التابع لوزارة التخطيط». وتتبع المؤسسة حاليا صندوق دعم وتمويل المشروعات التعليمية بوزارة التربية والتعليم ويناط بها إدارة فروع مدارس النيل المصرية.[11] ويساهم فيها:
  - هيئة المجتمعات العمرانية الجديدة «وزارة الإسكان».
  - صندوق تحيا مصر «رئاسة مجلس الوزراء».
  - صندوق دعم وتمويل المشروعات التعليمية «وزارة التربية والتعليم».[12]
- نقلت تبعية وحدة شهادة النيل الدولية من صندوق تطوير التعليم التابع لرئاسة مجلس الوزراء إلى وزارة التربية والتعليم طبقا لقرار رئيس مجلس الوزراء رقم 1406 لسنة 2020.[13]

## الأهداف
تهدف المدارس إلى خدمة الطبقة المتوسطة التي لا تستطيع إلحاق أبنائها بالمدارس الدولية ذات المصاريف السنوية المرتفعة، أو الحكومية العامة التي تنخفض بها جودة التعليم، وفي نفس الوقت يوفر صندوق تطوير التعليم نحو 20% من الأماكن لغير القادرين. تؤهل المدارس خريجيها للالتحاق بأي جامعة دولية في ظل الوضع الحالي للتعليم العام غير المعترف به دولياً. كما تهدف المدارس إلى توفير نظام تعليمي متكامل لا يحتاج الطالب فيه إلى دروس خصوصية تزيد من العبء المالي على أولياء الأمور والعبء الذهني على الطالب ولا يحتاج إليها المعلمين في نفس الوقت لتقاضيهم مرتبات مناسبة.

## تطبيق النظام في مدارس أخرى
في 15 مايو 2019 تم توقيع بروتوكول تعاون بين وزارة التربية والتعليم والتعليم الفني، ووحدة شهادة النيل الدولية بصندوق تطوير التعليم التابع لرئاسة مجلس الوزراء، بشأن منح الموافقة على تطبيق نظام النيل التعليمي الدولي بالمدارس الراغبة في ذلك داخل وخارج الجمهورية، والتي تنجح في تحقيق المعايير المطلوبة.

## الفروع
للمدارس حالياً أفرع في عدة مدن على مستوى الجمهورية هي: 6 أكتوبر، الشيخ زايد، القاهرة الجديدة، الشروق، العبور، السادات، بورسعيد، دمياط الجديدة، المنيا، قنا، أسيوط الجديدة، طيبة الجديدة، أسوان الجديدة. وتقدم خدماتها مقابل مصاريف سنوية تعتبر الأعلى بين المدارس الحكومية ولكنها في نفس الوقت غير هادفة للربح حيث توجه مكاسبها إلى تطوير المنشأة نفسها لتقدم نظاماً تعليمياً متميزاً.

### المدارس
| م  | الفرع/المدينة         | عام الافتتاح الدراسي | العنوان                                                                                          | حالة العمل |
| -- | --------------------- | -------------------- | ------------------------------------------------------------------------------------------------ | ---------- |
| 1  | السادس من أكتوبر      | 2010/2011            | شارع مجلس الدولة، المجاورة الأولى، الحي الرابع، مدينة 6 أكتوبر، محافظة الجيزة                    | تعمل       |
| 2  | العبور                | 2010/2011            | 13 شارع الشهيد مبارك مهران، يمين كارفور، الحي السابع، مدينة العبور، محافظة القليوبية             | تعمل       |
| 3  | المنيا                | 2010/2011            | أبو فليو، شرق النيل، خلف فندق القوات المسلحة، مدينة المنيا، محافظة المنيا                        | تعمل       |
| 4  | قنا                   | 2010/2011            | مساكن عثمان، خلف معهد الخدمة الاجتماعية، مدينة قنا، محافظة قنا                                   | تعمل       |
| 5  | بورسعيد               | 2010/2011            | شارع المسطحات، حي الضواحي، قسم العرب، مدينة بورسعيد، محافظة بورسعيد                              | تعمل       |
| 6  | مدينة السادات         | 2018/2019            | شارع أحمد إسماعيل علي، المنطقة السكنية السابعة، مدينة السادات، محافظة المنوفية                   | تعمل       |
| 7  | طيبة الجديدة (الأقصر) | 2018/2019            | الإسكان الاجتماعي، حي الزهور، مدينة طيبة الجديدة، محافظة الأقصر                                  | تعمل       |
| 8  | أسيوط الجديدة         | 2018/2019            | منطقة مركز خدمة رجال الأعمال، المجاورة الثانية، مدينة أسيوط الجديدة، محافظة أسيوط                | تعمل       |
| 9  | أسوان الجديدة         | 2018/2019            | المجاورة الخامسة، بجوار كلية الدراسات الإسلامية للبنات، مدينة أسوان الجديدة، محافظة أسوان        | تعمل       |
| 10 | دمياط الجديدة         | 2018/2019            | شارع البحر، الحي المتميز، أمام البوابة الجنوبية لدار مصر، مدينة دمياط الجديدة، محافظة دمياط      | تعمل       |
| 11 | الشروق                |                      | مركز خدمات المدينة (1)، المنطقة الثامنة، الحي الثاني، مدينة الشروق، محافظة القاهرة               | تعمل       |
| 12 | القاهرة الجديدة       |                      | 384 شارع جعفر بن أبي طالب، منطقة الياسمين 4، التجمع الأول، مدينة القاهرة الجديدة، محافظة القاهرة | تعمل       |
| 13 | القاهرة الجديدة       |                      | منطقة الأندلس، التجمع الخامس، مدينة القاهرة الجديدة، محافظة القاهرة                              | تعمل       |
| 14 | الشيخ زايد            |                      | مدخل 2، الحي الثامن، مدينة الشيخ زايد، محافظة الجيزة                                             | تعمل       |
|    | المنيا الجديدة        |                      | الحي السادس، مدينة المنيا الجديدة، محافظة المنيا                                                 |            |
|    | العبور                |                      | الحي السادس، مدينة العبور، محافظة القليوبية                                                      |            |
|    | الشيخ زايد            |                      | الحي الثالث عشر، مدينة الشيخ زايد، محافظة الجيزة                                                 |            |
|    | 6 أكتوبر              |                      | التوسعات الشرقية، مدينة 6 أكتوبر، محافظة الجيزة                                                  |            |
|    | 6 أكتوبر              |                      | جنوب الأحياء السكنية، مدينة 6 أكتوبر، محافظة الجيزة                                              |            |
|    | 6 أكتوبر              |                      | حدائق أكتوبر، مدينة 6 أكتوبر، محافظة الجيزة                                                      |            |
|    | العاشر من رمضان       |                      | مدينة العاشر من رمضان، محافظة الشرقية                                                            |            |
|    | 15 مايو               |                      | مدينة 15 مايو، محافظة القاهرة                                                                    |            |
|    | بنى سويف الجديدة      |                      | مدينة بنى سويف الجديدة، محافظة بنى سويف                                                          |            |
|    | برج العرب الجديدة     |                      | مدينة العرب الجديدة، محافظة الإسكندرية                                                           |            |
|    | بدر                   |                      | مدينة بدر، محافظة القاهرة                                                                        |            |

## نظام ومواعيد وشروط التقديم
يتم التقديم إلى المدارس إلكترونيا عن طريق الموقع الرسمي. وحددت المدارس شروط التقديم لها كالتالي:
- ألا تزيد سن الطالب المتقدم للصف الأول برياض الأطفال عن 4 سنوات و11 شهرا و29 يوما في الأول من أكتوبر للعام الدراسي.
- ألا تزيد سن الطالب المتقدم لمرحلة تمهيدي رياض الأطفال عن 3 سنوات و11 شهرًا و29 يومًا في الأول من أكتوبر للعام الدراسي.
- أن يكون أحد الوالدين على الأقل حاصلًا على مؤهل جامعي عالي (بكالوريوس أو ليسانس على الأقل) مع تقديم ما يثبت حصوله على هذا المؤهل، ويشترط أن يكون الطفل تحت ولايته أو وصايته قانونا حيث يجب تقديم ما يثبت الوصاية القانونية على الطفل.
- أن يجتاز الطفل الاختبارات المطلوبة التي تغطي المهارات الآتية ومنها مهارات الرياضيات المعرفة والمعلومات العامة والمهارات الحركية ومهارات التفكير وكذلك أن يجتاز اختبارات السلوك مع المظهر الشخصي.
- في حالة تساوي درجة اختبار القبول يكون السن شرطا تفضيليًا بحيث يؤخذ الأكبر سنًا.
- تبلغ إدارة المدرسة أولياء أمور الطلبة المقبولين فقط، ويسأل ولي الأمر عن موقف نجله/ كريمته في حاله القبول من عدمه.
- حضور الوالدين أو الوصي القانوني على الطفل للمقابلة الشخصية، وفي حالة عدم وجود الأبوين يتم تقديم توكيل رسمي موثق من الشهر العقاري بالتقدم إلى مدارس النيل المصرية الدولية أو من إحدى السفارات المصرية بالخارج بمقر عمل ولي الأمر أو ما يفيد بالولاية التعليمية للطفل.
- مقابلة الوالدين أو الوصي القانوني، وخلال المقابلة تحدد مدى ملاءمة الاستراتيجيات التربوية التي تتبعها مدارس النيل ومدى ملاءمته لقناعات ومعلومات ولي الأمر لضمان حسن التعاون.
- يوقع ولي الأمر على كافة التعهدات والإقرارات التي تحددها وتقرها إدارة مدارس النيل المصرية الدولية بما يكفل الالتزام الكامل بالنظم المالية والإدارية والتعليمية التي تحددها إدارة المدارس مع الالتزام بكافة قواعد شروط القبول.

الأوراق المطلوبة للتقديم للمدارس هي:
- الاستمارة الإلكترونية مطبوعة بعد استيفائها من الموقع الرسمي للتقديم.
- 8 صور شخصية حديثة للطفل.
- أصل شهادة الميلاد الإلكترونية للطالب.
- أصل أو صورة معتمدة من مؤهل الأب أو مؤهل الأم مالم يكن المؤهل مثبتًا في بطاقة الرقم القومي.
- صورة بطاقة الرقم القومي لولي الأمر مع تقديم الأصل للاطلاع عليها عند التقديم.
- يكون لإدارة شؤون الطلبة بكل مدرسة طلب المستندات التي تراها مؤيدة لقبول الطفل الطالب سواء تقديم جديد أو تحويل.[38][39][40]

## المراحل الدراسية
- رياض الأطفال: Pre-KG - KG1 - KG2.[41]
- المرحلة الابتدائية: الصف الأول GR1 - الصف السادس.[41]
- المرحلة الإعدادية: الصف السابع - الصف التاسع.[41]
- المرحلة الثانوية: الصف العاشر - الصف الثاني عشر.[41]

للمدارس مناهج خاصة حددت بالاتفاق مع جامعة كامبريدج البريطانية، والتدريس بها ثنائي اللغة حيث تدرس اللغة العربية والتربية الدينية والدراسات الاجتماعية باللغة العربية وباقي المواد باللغة الإنجليزية، ويتم مراجعة المناهج من قبل مستشارين مصريين وأجانب. كما يتم تأهيل المعلمين بالمدارس من خلال اختبار مهارات يحصلون في حال اجتيازه على دورات تدريبية خاصة في الجامعة الأمريكية، ثم يتلقون دورات أخرى 3 مرات في السنة من جامعة كامبريدج.

## الشهادات الممنوحة للطلاب

شعار وحدة شهادة النيل الدولية

تمنح المدارس شهادتين تصدرهما وحدة شهادة النيل الدولية بالشراكة مع جامعة كامبريدج البريطانية (بالإنجليزية: Nile International Education System - NIES)‏ بصندوق تطوير التعليم التابع لمجلس الوزراء، وباعتماد وزارة التربية والتعليم والتعليم الفني وهما:
- الأولى: بعد إتمام مرحلة التعليم الأساسي: شهادة النيل الإعدادية الدولية

(بالإنجليزية: Certificate of Nile International Preparatory Education (CNIPE))‏.
- الثانية: بعد انتهاء التعليم ما قبل الجامعي في نهاية الصف الثاني عشر، والتي تؤهل الطلاب للالتحاق بالجامعات في مصر والخارج شهادة النيل الثانوية الدولية

(بالإنجليزية: Certificate of Nile International Secondary Education (CNISE))‏.
وهي معادلة لشهادة (بالإنجليزية: International General Certificate of Secondary Education (IGCSE))‏
وشهادة (بالإنجليزية:  The English General Certificate of Secondary Education   (GCE))‏